# جابا ذا هات
جابا ذا هات هو شخصية خيالية ظهرت في سلسلة أفلام حرب النجوم من ابتكار جورج لوكاس. جابا هو مخلوق فضائي ضخم يشبه البزاق.